# Wappenpfahl

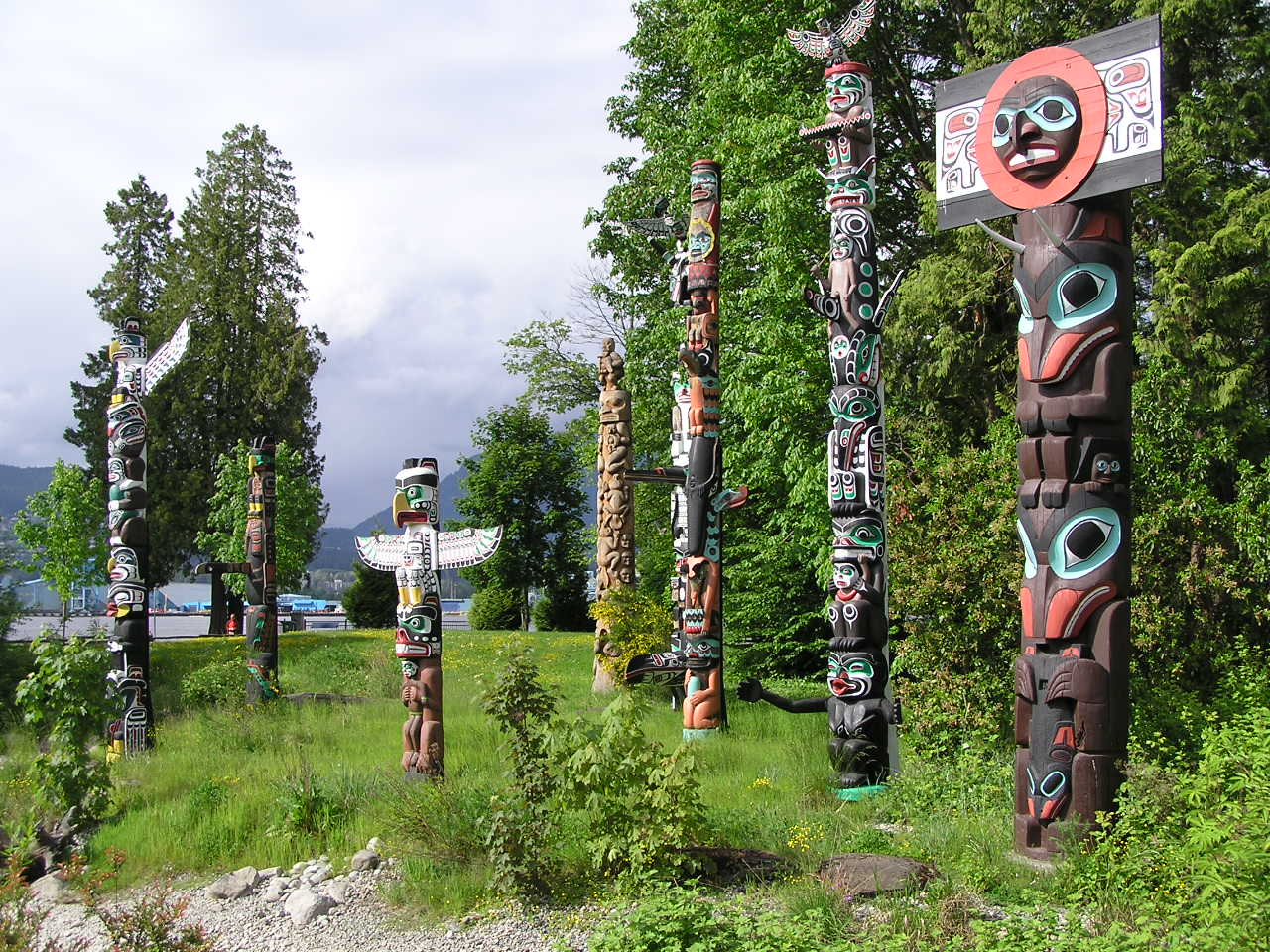
Verschiedene Wappenpfähle im Stanley Park, Vancouver

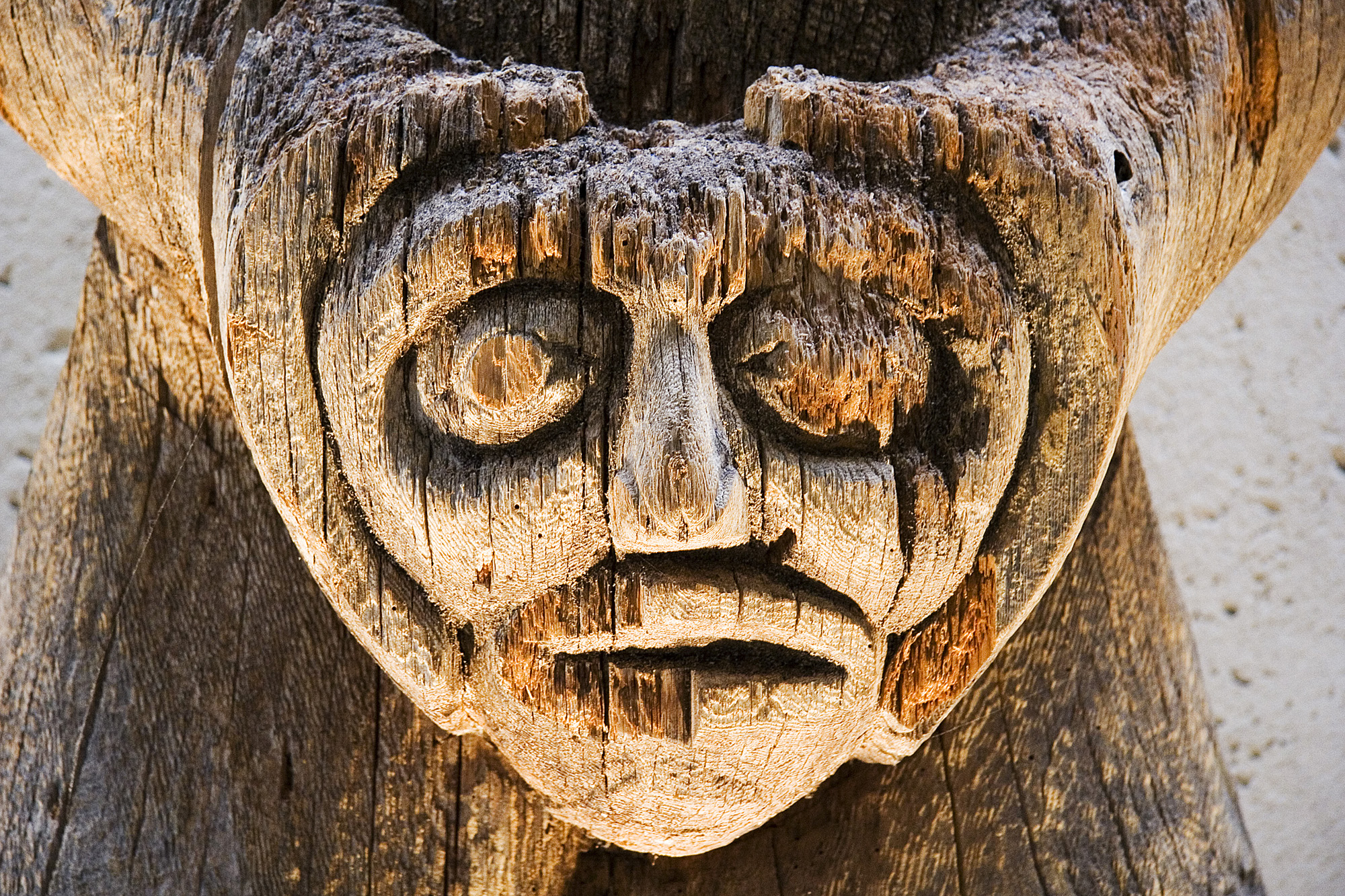
Detail eines Totempfahls in Vancouver

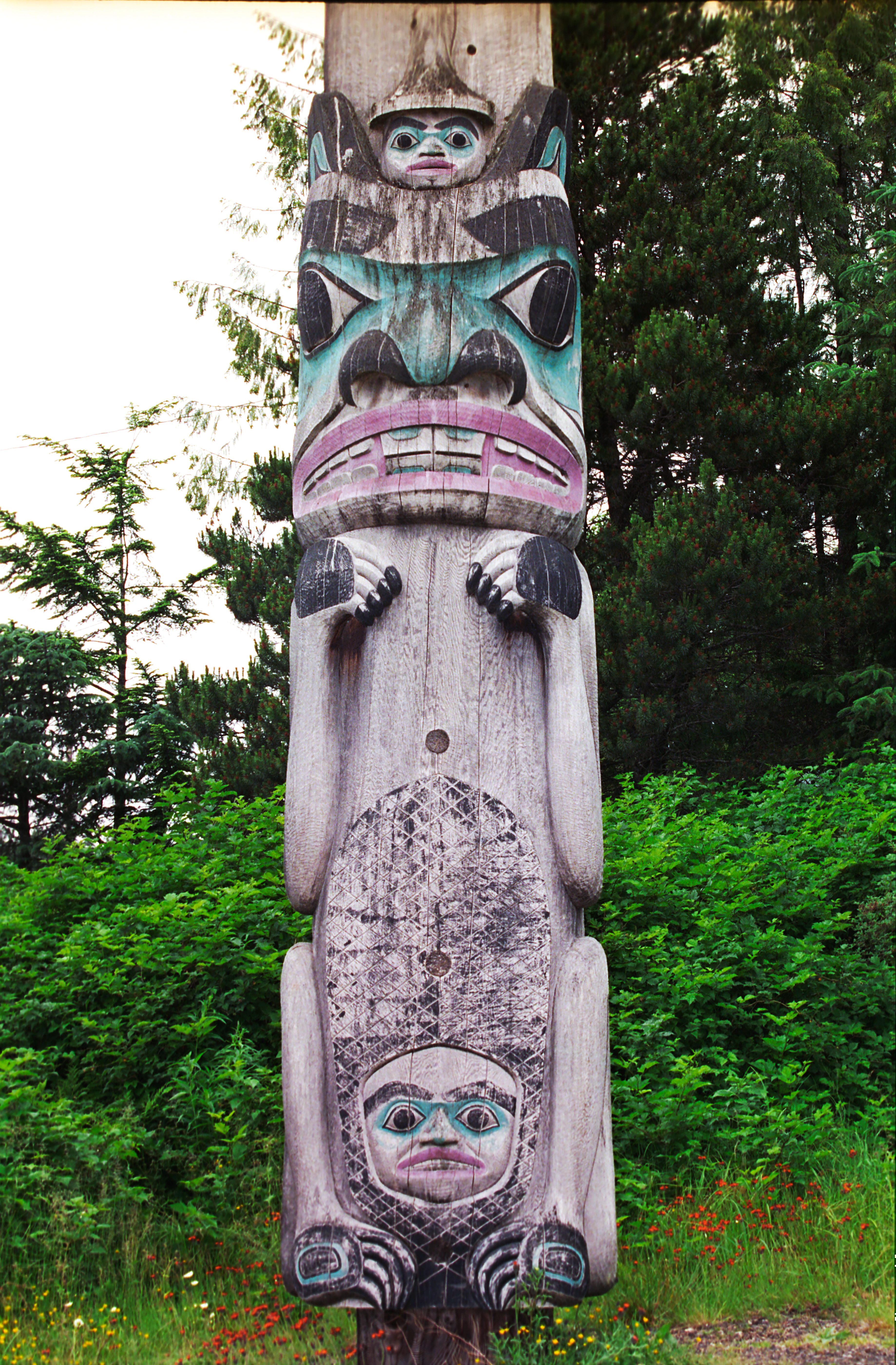
Totempfahl in Ketchikan, Alaska. Die untere Figur stellt einen Biber dar, die Figur darüber einen Bären

Ein Wappenpfahl, auch Gedenkpfahl, populär zumeist als Totempfahl bezeichnet, ist eine monumentale Skulptur mit übereinander angeordneten Figuren, die aus einem großen Baumstamm geschnitzt und anschließend bemalt wird. Wappenpfähle waren vor allem bei den Indianern der amerikanischen Nordwestküstenkultur verbreitet. Die Errichtung eines Wappenpfahles war mit der Ausrichtung eines Potlatches verbunden, bei dem die Stellung der Familie in der sozialen Hierarchie ihres jeweiligen Stammes bestätigt wurde. Anders als von den ersten Missionaren in British Columbia vermutet, haben Wappenpfähle keine religiöse Bedeutung im Sinne eines spirituellen Totemismus. Sie waren weder heilig noch wurden sie angebetet, sondern hatten eine soziale und politische Funktion. Sie sind nicht mit dem Marterpfahl zu verwechseln, der von indigenen Völkern anderer Regionen Nordamerikas zur Folterung von Gefangenen verwendet wurde. Pfahlskulpturen mit einer ähnlichen Bedeutung finden sich auch in Ozeanien und Indonesien (etwa bei den Asmat in Westneuguinea oder den Dayak auf Borneo).
Wappenpfähle gelten heute als Identitätssymbole einiger indigener Völker Nordamerikas und sind als Kunstwerke wieder begehrt. Sie wurden aber bereits gegen Ende des 19. Jahrhunderts von Siedlern europäischer Abstammung als Symbol des Nordwestens Nordamerikas angesehen, wie das Beispiel des Seattle-Totempfahls belegt. Öffentliche Einrichtungen im Nordwesten Nordamerikas sind häufig mit zeitgenössischen Beispielen von Wappenpfählen geschmückt. Ein solcher befindet sich beispielsweise am Vancouver International Airport.
Wappenpfähle, die im Freien stehen, werden selten älter als 100 Jahre, sondern vermodern im Verlauf der Zeit. Die große Mehrzahl der Wappenpfähle, die entlang der Küste der Inside Passage zu sehen sind, wurde nach 1930 errichtet. Die ältesten in Museen gezeigten Wappenpfähle stammen vom Ende des 18. Jahrhunderts.  Einer der höchsten Wappenpfähle der Welt befindet sich in Alert Bay, British Columbia. Der mit Pflanzenfarben grellbunt bemalte Pfahl besteht aus drei Teilen und ist 56,4 m hoch.

## Totempfahl
Der Begriff „Totem“ stammt vom Wort „odoodeman“ aus einer Algonkin-Sprache (vermutlich Ojibwa) und heißt „seine Sippe, seine Gruppe, seine Familie“ bzw. „sein Familienabzeichen“. In diesem allgemeinen Sinne sind die Bezeichnungen Totempfahl und Wappenpfahl identisch. In der Ethnologie wird der Totem-Begriff jedoch ethnisch religiös interpretiert, sodass die Verwendung für die Wappenpfähle der Nordwestküstenkultur unkorrekt ist.

## Bedeutung
Wappenpfähle wurden und werden aus unterschiedlichen Gründen errichtet. Sie erinnern an Verstorbene, beherbergen gelegentlich die sterblichen Überreste einzelner Personen und erzählen die Geschichte einer Familie oder repräsentieren die Stellung einer Familie innerhalb der Gemeinschaft. Wappenpfähle beinhalten in ihren Darstellungen verschlüsselte Botschaften und sind oft mehrdeutig. Es gibt auch Pfähle, die die Eigentümer verspotten. Das geschah dann, wenn der Auftraggeber den Pfahl nicht bezahlte oder Regeln verletzte.
Wappenpfähle werden in der Regel von unten nach oben gelesen. Die Tiersymbolik ist in der Regel einfach zu entziffern. So haben dargestellte Raben spitz zulaufende Schnäbel, Adler dagegen gekrümmte. Bären sind mit auffallenden Ohren, scharfen Zähnen und großen Pfoten mit langen Klauen dargestellt. Biber werden ebenfalls häufig auf Wappenpfählen dargestellt. Sie haben auffallend lange Schneidezähne und Schwänze mit einer Kreuzschraffur. Allerdings kann die Botschaft, die diese Tiere symbolisieren, nur „lesen“, wer vom Bildhauer oder vom Auftraggeber informiert wurde, was ein Totempfahl darstellen soll. Eine Tierdarstellung auf zwei verschiedenen Wappenpfählen stellt – wenn der Totempfahl für zwei unterschiedliche Familien gemacht wurde – unterschiedliche Wesen dar oder erzählt eine andere Geschichte. Wenn die Geschichte vergessen wurde, kann sie nicht mehr entziffert werden. Es können dann nur noch die Tierfiguren gedeutet werden, der Zusammenhang ist aber nicht mehr zu entziffern.
Nur Familienmitglieder haben das Recht, ihre spezifischen Geschichten, die sich in den Wappenpfählen manifestieren, zu erzählen. Über die letzten Jahre haben einige Familien ihre Geschichten mit einer größeren Öffentlichkeit geteilt, so dass sie letztendlich in verschiedenen Veröffentlichungen publiziert wurden. So sind beispielsweise die Wappenpfählen in Saxman, Totem Bight, Ketchikan und Klawock im Südosten Alaskas interpretierbar. Auch die drei Geschichten des Raben-Clans, die die Darstellungen des Seattle-Totempfahls wiedergeben, sind bekannt.

## Erstellung und Aufrichtung

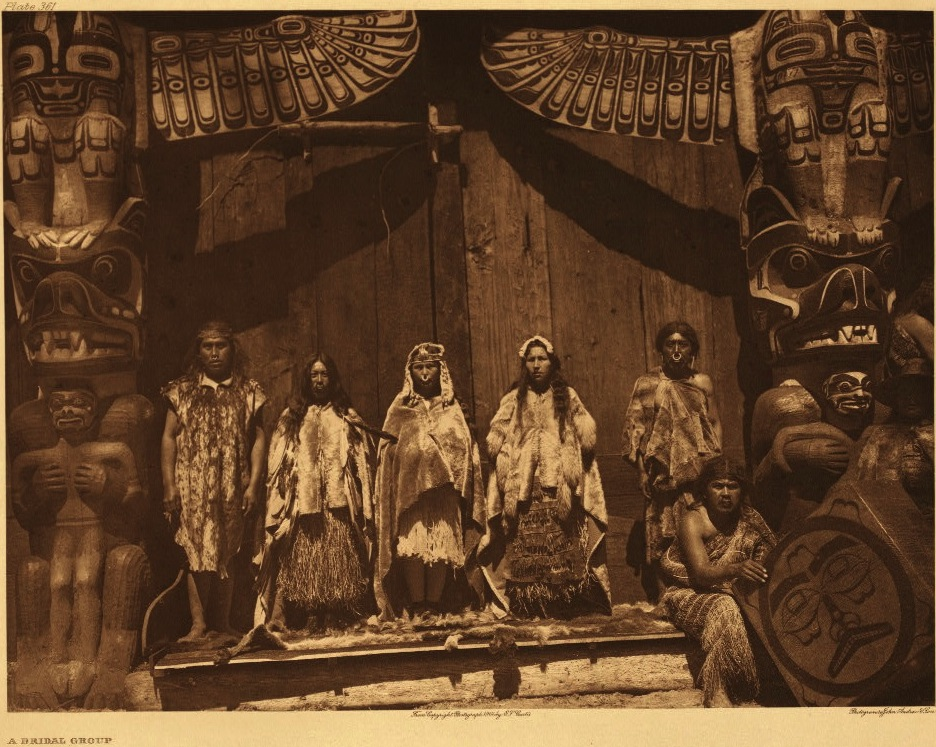
Foto von Edward Curtis eines Kwakwaka'wakw-Potlatches mit Tänzern und Sängern

Wappenpfähle wurden und werden meist aus dem Holz von Riesenlebensbäumen (Thuja plicata, Western Red Cedar) gefertigt. Eine Familie, die einen Totempfahl errichten lassen wollte, beauftragte meist einen Schnitzer für diese Aufgabe. Diese waren bis weit ins 20. Jahrhundert ausschließlich Männer. Die Familie wies den Schnitzer genau an, was auf dem Totempfahl dargestellt werden sollte. Die Aufrichtung des Totempfahl ging mit einem großen Fest, einem sogenannten Potlatch einher. Am Ende eines solchen Potlatch überreichte der Gastgeber seinen Gästen Geschenke wie Decken, Holzkisten und gelegentlich auch Bargeld. Mit der Annahme dieser Geschenke bestätigten die Gäste den Anspruch des Gastgebers auf die auf dem Totempfahl dargestellten Wappen sowie die gesellschaftliche Position der Familie in der Hierarchie des jeweiligen Stammes. Aus diesem Grund betont die Kunsthistorikerin Aldona Jonaitis, dass die wichtigste Funktion eines Totempfahles nicht seine Präsenz vor dem Familienhaus ist, sondern die Ausrichtung des Potlatches, das zu seiner Aufrichtung notwendig war.

## Geschichte

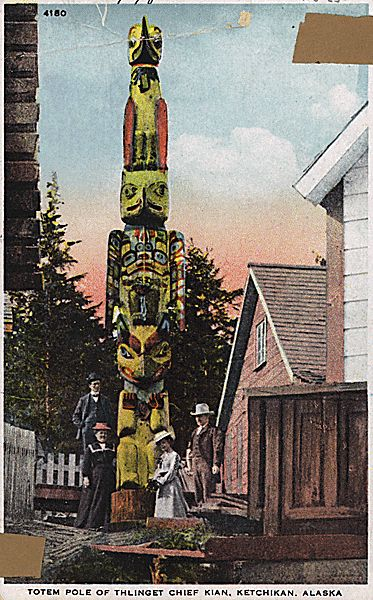
Totempfahl des Tlingit-Häuptlings Kian auf einer Postkarte

Die Wappenpfähle der Nordwestküstenkultur wurden bereits errichtet, bevor die ersten Europäer die Pazifikküste Nordamerikas im späten 18. Jahrhundert erreichten. Allerdings war die Verwendung von Wappenpfählen auf die Tsimshian im Norden des heutigen British Columbia sowie auf die Haida auf Haida Gwaii und den Südosten Alaskas begrenzt. Sie waren wesentlich seltener und weniger prachtvoll. Beginnend mit dem frühen 19. Jahrhundert verbreitete sich die Verwendung von Wappenpfählen auch bei den Tlingit, später auch bei den Nuxalk, Kwakwaka'wakw und Nuu-chah-nulth. Zur Verbreitung von Wappenpfählen trug bei, dass die zunehmende Verfügbarkeit von eisernen Werkzeugen die Herstellung von Wappenpfählen vereinfachte und durch den Fellhandel ein Reichtum entstand, der die Ausrichtung des Potlatches ermöglichte.
Ab den 1820er Jahren errichtete die Hudson’s Bay Company Handelsstationen im Küstenbereich British Columbias. Die Möglichkeit, Felle zu verkaufen, führte dazu, dass die indigenen Völker der Region zunehmend ihre kleinen Siedlungen aufgaben und in größere Siedlungen in der Nähe dieser Handelsstationen zusammenzogen. Auch die Epidemien, die in Folge des Kontakts mit Europäern unter den indigenen Völkern ausbrachen und die zu einem massiven Bevölkerungsrückgang führten, trugen dazu bei, dass Stämme zusammenzogen, die zuvor nicht in großer Nähe zueinander gelebt hatten. Beides war Ursache dafür, dass Wappenpfähle, die sich in den alten, nun aufgegebenen Siedlungen befanden, kopiert und am neuen Wohnort neu aufgerichtet wurden. Die Reproduktion alter Wappenpfähle wurde während des 20. Jahrhunderts fortgesetzt und war ein Faktor, der zu der großen Zahl an Wappenpfählen beitrug, die sich heute in British Columbia befinden.
Das Verbot der Ausrichtung von Potlatches, das in Kanada von 1884 bis 1951 Gültigkeit hatte, hatte zur Folge, dass in dieser Zeit die Zahl der errichteten Wappenpfähle erheblich zurückging. Das aktive Vorgehen von Missionaren trug gleichfalls dazu bei, dass die Errichtung von Wappenpfählen über mehrere Jahrzehnte ungebräuchlich wurde. Ein Teil der zum Christentum konvertierten indigenen Personen an der Nordwestküste verwendete jedoch die typischen Bär-, Raben- und Schwertwaldarstellungen unter anderem auf christlichen Grabsteinen weiter.
Die Wappenpfähle, die heute in Museen in Kanada, den Vereinigten Staaten, Europa und Japan gezeigt werden, sind zum Teil historische Wappenpfähle, die aus dem späten 19. Jahrhundert und frühen 20. Jahrhundert stammen. Eine Reihe der gezeigten Wappenpfähle wurde jedoch auch von den Museen in Auftrag gegeben und in den letzten 40 Jahren errichtet. Zu den gezeigten Exemplaren zählen auch sogenannte Modell-Wappenpfähle, wie sie beispielsweise von dem Haida-Künstler Charles Edenshaw geschaffen wurden.

## Belege

### Einzelbelege
1. ↑  Jonaitis: Discovering Totem Poles. S. XI und XII.
2. 1 2 3  Christian F. Feest: Wappenpfähle, Gedenkpfähle. In: Walter Hirschberg (Begr.), Wolfgang Müller (Red.): Wörterbuch der Völkerkunde. Neuausgabe, 2. Auflage, Reimer, Berlin 2005, ISBN 3-496-02650-2, S. 404.
3. ↑  Cathedral Grove: Big Trees & Totem Poles
4. ↑  Jonaitis: Discovering Totem Poles. S. XII.
5. ↑  Totem auf etymonline.com
6. 1 2 3  Jonaitis: Discovering Totem Poles. S. IX.
7. 1 2  Totempfahl auf indianer-welt.de
8. ↑  Jonaitis: Discovering Totem Poles. S. X.
9. ↑  Coyote - indianische Gegenwart. Ausgabe 2004, S. 26 (als PDF; 1,2 MB) abgerufen am 14. März 2011.
10. 1 2  Jonaitis: Discovering Totem Poles. S. XI.
11. ↑  Robin K. Wright: Totem Poles: Heraldic Columns of the Northwest Coast aufgerufen am 7. November 2013
12. ↑  Jonaitis: Discovering Totem Poles. S. XIII.
13. ↑  Historische und neu errichtete Pfähle und Pfahlanlagen, z. B. an Ufern in British Columbia; Herstellung eines neuen Pfahls in Münster für Museumszwecke, in Text und Bild